# Society Reference Catalogue
Society Reference Catalogue (SRef) war ein System der Langzeitarchivierung, primär gedacht für wissenschaftliche Dokumente. Es war zu wesentlichen Teilen dem System der ISBN nachempfunden und ähnelte dem DOI-System, durch welches es 2009 ersetzt wurde.